# FL Technics

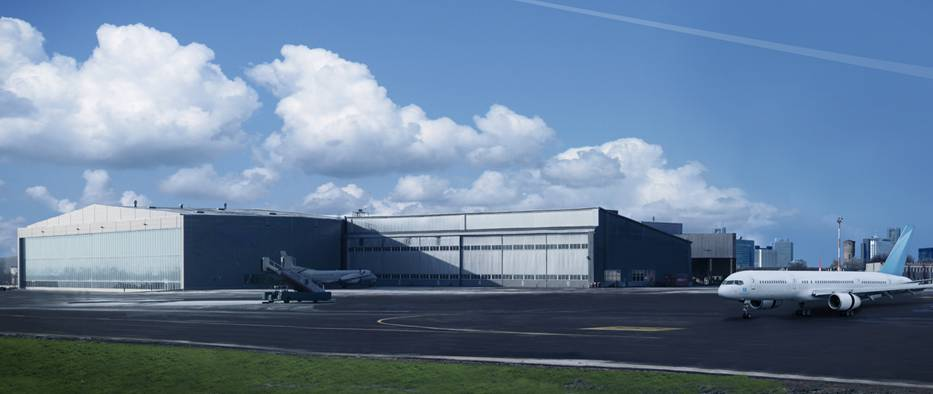
FL Technics ангар в международном аэропорту Вильнюса (VNO)

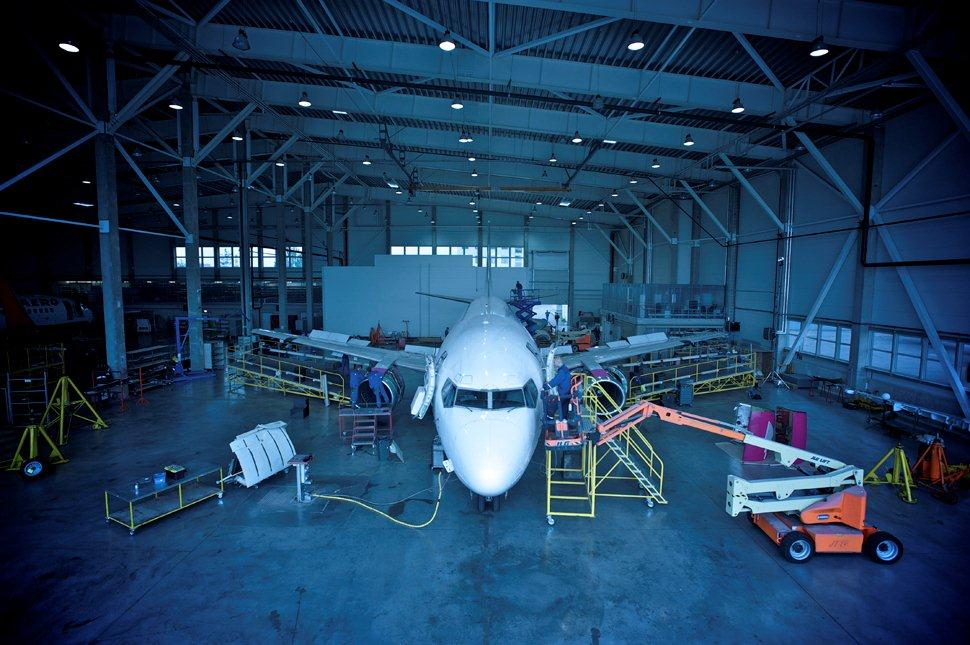
FL Technics ангар в международном аэропорту Вильнюса (VNO) изнутри

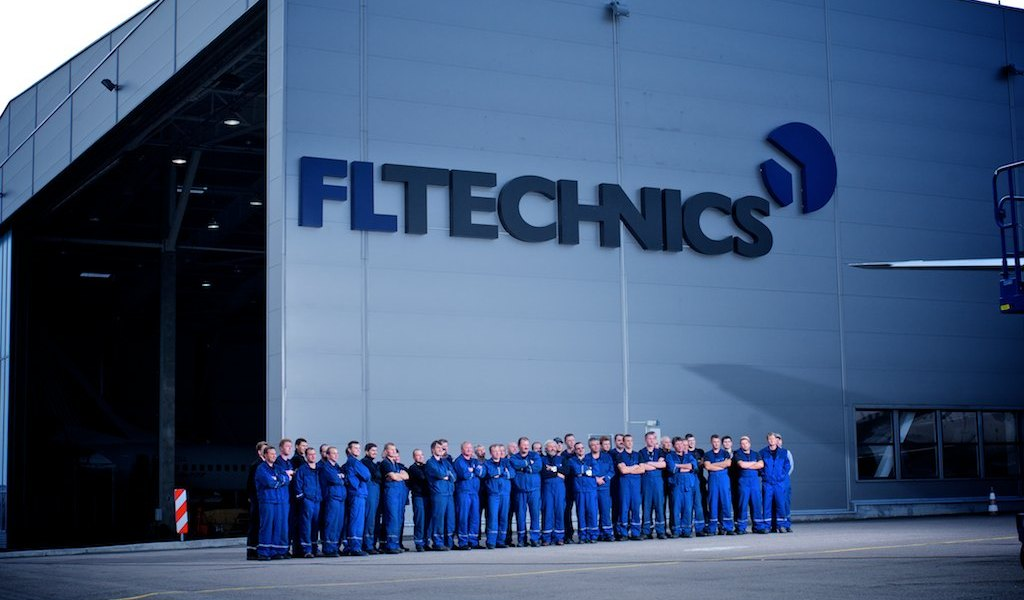

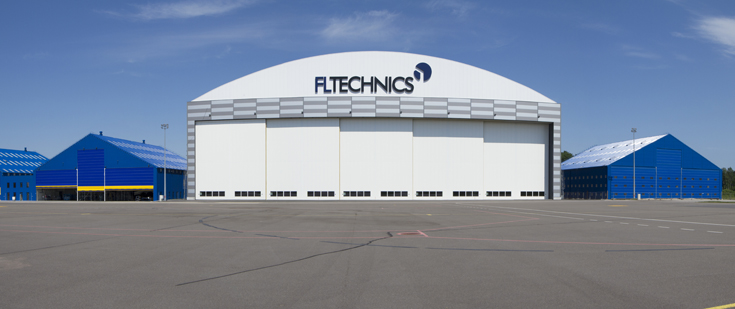
FL Technics ангар в международном аэропорту Каунаса (KUN) снаружи

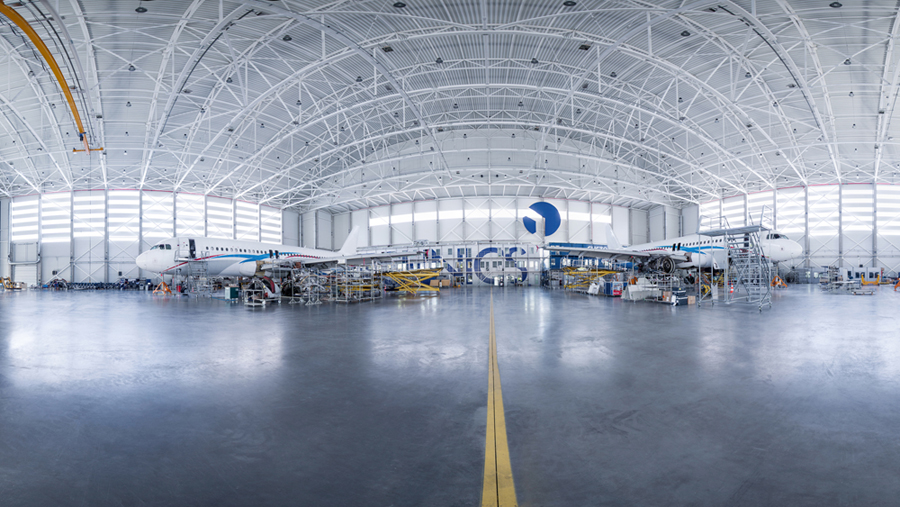
FL Technics ангар в международном аэропорту Каунаса (KUN) изнутри

FL Technics — глобальный поставщик услуг по техническому обслуживанию, ремонту и капитальному ремонту воздушных судов (ТОиР). Компания имеет предприятия по техническому обслуживанию в Литве, Индонезии и Китае, а также оказывает поддержку по линейному техническому обслуживанию в Евросоюзе, Африке, Азиатско-Тихоокеанском регионе и СНГ.
FL Technics, сертифицированная EASA Part-145, Part-M, Part-147, Part-21, FAA-145 (Индонезия), обслуживает широкий спектр самолётов Boeing, Airbus, ATR, Embraer и других типов самолетов.
FL Technics является частью Avia Solutions Group, которую возглавляют генеральный директор Йонас Янукенас и председатель правления Гедиминас Зиемелис. Жильвинас Лапинскас — генеральный директор FL Technics.

## История
2005 — Основание компании
Компания была основана в Литве и открыла свой первый ангар в Вильнюсском международном аэропорту.
2007 — Начальное расширение в главном аэропорту
Компания арендовала второй ангар в Вильнюсском международном аэропорту. С тех пор FL Technics занимает 2 ангара для обслуживания самолётов, склад и цех в Вильнюсском международном аэропорту — всего 13 742 м². Ангары состоят из пяти отсеков обслуживания планера.
2009 — Соглашения с международными авиалиниями
В мае компания подписала договор со словацкой авиакомпанией Seagle Air о периодическом техническом обслуживании самолетов Boeing 737.
В июле компания подписала соглашение о стратегическом партнерстве с коста-риканской компанией по ТОиР самолетов, касающейся предоставления услуг FL Technics на их технической базе по капитальному ремонту дальнемагистральных самолетов Boeing 757-200.
В октябре компания подписала контракты с Air Italy и Air Slovakia на техническое обслуживание базы самолётов Boeing 737-300.
В конце года компания была переименована в FL Technics.
2010 — Очередной год расширения портфеля услуг
В феврале FL Technics приобрела у GE Capital Aviation Services (GECAS) планер Boeing 737-300.
В июне FL Technics расширила свои возможности технического обслуживания PART-145 за счет базовых услуг технического обслуживания Boeing 737-600/700/800/900.
В августе компания расширила свои возможности обучения техобслуживанию за счёт услуг теоретического обучения ATR 42-200/300 и ATR 72-100/200. В том же месяце FL Technics приобрела второй фюзеляж Boeing 737-300 для разборки.
В декабре FL Technics добавила Airbus A318 / A319 / A320 / A321 в свой список возможностей PART-M.
К концу года FL Technics начала эксплуатацию девяти линейных станций — трёх в Казахстане, двух в Таджикистане и по одной в Великобритании, Италии, России и Литве (Вильнюс).
2011 — Приобретение британской компании и продолжение роста портфеля услуг
В феврале компания FL Technics обслужила первый самолёт Airbus A320. Семейство самолетов Airbus A320 пополнилось сертификатом EASA Part-145 компании FL Technics. Сертификация была проведена Управлением гражданской авиации Литвы.
В июне FLT Technics получила сертификат Part-M, позволяющий поддерживать лётную годность самолётов семейства Embraer EMB-135/145.
В июле FL Technics начала предоставлять авиакомпании Wizz Air комплексную линейную техническую поддержку по фиксированной цене в сочетании с дополнительными услугами поддержки. В том же месяце FL Technics приобрела у AirAsia 7 самолетов Boeing 737-300 для разборки на части и компоненты. Самолёт разбирали в Малайзии. Это приобретение позволило FL Technics повысить уровень обслуживания за счёт сохранения более широкого ассортимента запасных частей и компонентов.
В августе FL Technics получила сертификат на оказание инженерных услуг для Bombardier CL600-2B19. В том же месяце FL Technics запустила услуги по модификации и реконфигурации салона на двух новых дальнемагистральных самолетах Boeing 737-800 и услуги по ремонту салонов на Boeing 737-300 для авиакомпании «Трансаэро».
В сентябре FL Technics приобрела британскую компанию Storm Aviation Limited. Приобретённая компания позволила FL Technics начать оказание услуг по линейному техническому обслуживанию узкофюзеляжных и широкофюзеляжных самолётов в сети из 24 линейных станций по всей Европе и СНГ и расширила возможности FL Technics для самолетов Airbus A330, Airbus A340, Airbus A380, Boeing 747, Boeing 767, Boeing 777 и другие типы самолётов. В сентябре FL Technics также расширила свое партнерство с Europe Airpost, чтобы предоставлять услуги по техническому обслуживанию 3 самолётов Boeing 737 CL.
2012 — Сертификаты EASA
В апреле FL Technics получила одобрение проектной организации EASA Part 21, которое позволяет FL Technics проектировать и утверждать незначительные изменения и мелкий ремонт самолётов в области интерьера кабины и связанные с ними изменения авионики и конструкций. Этот сертификат расширяет возможности FL Technics по выполнению мелких работ по проектированию и модификации на месте. Изменения в конструкции в основном касаются изменений в компоновке салона, установке внутренней отделки, установке и ремонте камбуза, реконфигурации, связанной с развлечениями в полете, и улучшении системы. В том же месяце FL Technics прошла аудит и сертификацию запасных частей по стандарту ISO 9001-2088 для контроля качества.
В том же месяце FL Technics расширила сотрудничество с лоукостером easyJet, базирующимся в Великобритании, подписав трехлетнее соглашение о линейном техническом обслуживании девяти самолётов Airbus A319 в аэропортах Манчестера и Ньюкасла. В соответствии с соглашением Storm Aviation, дочерняя компания Avia Solutions Group, должна была обеспечить поддержку в линейном техническом обслуживании шести самолётов easyJet Airbus A319 в аэропорту Манчестера, а также обеспечить безопасность базы easyJet в Ньюкасле (на северо-востоке Англии), где они выполняли ремонтные работы для три easyJet Airbus A319.
В мае FL Technics стала торговым представителем британского дистрибьютора запчастей Aero Inventory в Восточной Европе и СНГ.
В октябре FL Technics подписала трёхлетнее соглашение о технической поддержке с афганским национальным авиаперевозчиком Ariana AFG. FL Technics начала оказывать комплексные инженерные услуги 4 самолётам Boeing 737 авиакомпании.
В декабре FL Technics и афганская авиакомпания Ariana запустили в эксплуатацию первую станцию линии EASA Part-145 в Афганистане.
2013 — Пакет поддержки нового двигателя
В феврале FL Technics подписала партнёрское соглашение с поставщиком авиационных компонентов Seal Dynamics. По условиям соглашения FL Technics стала эксклюзивным торговым и маркетинговым представителем Seal Dynamics в России, СНГ и двенадцати странах Центральной и Восточной Европы.
В мае FL Technics подписала партнёрское соглашение с XTRA Aerospace. Соглашение позволило компаниям создать парк компонентов Boeing 737 NG и CL в Вильнюсе (Литва).
В сентябре FL Technics расширила список услуг по управлению двигателем и представила новый пакет поддержки двигателя CF34-3.
2014 — Расширение производственных мощностей в Литве
FL Technics построила ангар в Каунасе (Литва). Это самый большой и технологически оснащенный ангар в Восточной Европе и странах СНГ. Вскоре после выдачи сертификата EASA Part-145 компания FL Technics разместила 8500 м². На предприятии технического обслуживания [OD1] в Каунасе (Литва) завершены плановые работы по техническому обслуживанию четырёх самолётов.
В феврале FL Technics добавила возможности шасси для самолётов семейства Airbus A320 и Boeing 727. В том же месяце FL Technics добавила широкофюзеляжные возможности ТОиР к своему сертификату ремонтной станции Part-145, начиная с Airbus A330.
В июне компания FL Technics Training подписала соглашение о предоставлении технической подготовки по Боингу 737 южноамериканской сервисной компании Aeroman. Компания работала по сертификату технического обучения Управления гражданской авиации Сальвадора.
В августе FL Technics Training расширила спектр своих услуг, запустив Online Training ™, интернет-платформу, предлагающую онлайн-курсы, соответствующие требованиям EASA. Платформа охватывает набор специализированных непрерывных и повторных курсов, дополненных выдачей соответствующих сертификатов после успешного завершения курсов.
2015 — Офис в США
В марте FL Technics начала оказывать консультационные услуги по ТОиР по двигателям, ВСУ и шасси.
В сентябре FL Technics получила разрешение EASA на использование Part-145 для обслуживания самолётов Sukhoi Superjet (SSJ) 100-95.
В ноябре FL Technics открыла представительство в Майами (Флорида, США). С открытием представительства во Флориде FL Technics смогла напрямую работать с местными поставщиками.
В декабре FL Technics подписала с таджикским авиаперевозчиком Somon Air четырёхлетнее соглашение о поддержке CAMO. FL Technics также предоставила услуги мониторинга состояния двигателя. В соответствии с долгосрочным соглашением FL Technics оказала поддержку флоту Boeing 737NG и CL таджикского перевозчика, предоставив полный комплекс услуг по поддержанию лётной годности.
2016 — Быстрое расширение в Азии
В сентябре FL Technics начала сотрудничество по программе Power-by-Hour (PBH) с тайской грузовой авиакомпанией K-Mile Asia. FL Technics начала обеспечивать непрерывную поставку запасных частей для грузовых самолетов Boeing 737 авиакомпании.
В октябре FL Technics расширила диапазон своих возможностей по непрерывному управлению лётной годностью, добавив тип самолета Airbus A330 к своему одобрению EASA Part-M.
В декабре FL Technics открыла свой ангар ТОиР в международном аэропорту «Сукарно-Хатта» (IATA: CGK) в Джакарте (Индонезия). Объект площадью 1858 м² вмещает до трёх узкофюзеляжных самолётов одновременно и сертифицирован для обслуживания Boeing 737 NG и CL, а также Airbus A319 / A320 / A321.
2017 — Услуги для широкофюзеляжных самолётов
В феврале компания FL Technics представила услуги базового и линейного технического обслуживания широкофюзеляжного самолёта Airbus A330. Расширенное одобрение EASA Part-145 позволило FL Technics начать проводить более широкий спектр работ по техническому обслуживанию Airbus A330 с двигателями Pratt & Whitney PW4000.
В мае FL Technics стала утверждённым поставщиком ведущих авиакомпаний Азии, включая Asiana Airlines, AirAsia X, Nok Air, Bangkok Airways, T’way Air и индонезийскую GMF AeroAsia. Местная группа поддержки по запасным частям в Бангкоке (Таиланд), а также офис AOG в Вильнюсе позволили FL Technics предоставлять круглосуточную поддержку запасными частями своим азиатским клиентам.
В декабре FL Technics приобрела двух клиентов из группы Lufthansa: Germanwings и Swiss International Air Lines.
2018 — Новые международные клиенты
В январе FL Technics подписала соглашение с болгарским национальным перевозчиком Bulgaria Air.
В феврале Eurowings Europe из группы Lufthansa стала одним из клиентов FL Technics.
В марте FL Technics подписала соглашение с Corendon Dutch Airlines о предоставлении базовых услуг по техническому обслуживанию всего их флота. В апреле 2018 года компания подписала соглашение с WOW Air о предоставлении базовых услуг по техническому обслуживанию двух самолётов Airbus A321.
В сентябре Lufthansa Group выбрала FL Technics для обслуживания 28 самолётов Airbus 320. В том же месяце национальный авиаперевозчик Люксембурга Luxair выбирает FL Technics для обслуживания своих самолётов Boeing 737NG.
В октябре компания FL Technics Indonesia получила сертификат утверждённой организации по техническому обслуживанию (AMO) от Управления гражданской авиации Вьетнама. В том же месяце China Aircraft Leasing Group (CALC), её подразделение Aircraft Recycling International (ARI) и FL Technics создали совместное предприятие по ТОиР под названием FL ARI.
В ноябре FL Technics открыла новый склад в Сингапуре.
2019 — Расширение портфеля услуг и возможностей обучения
В феврале FL Technics подписала эксклюзивное соглашение о представительстве с французской компанией Deshons Hydraulique, занимающейся гидравлическими решениями. В том же месяце FL Technics подписывает эксклюзивное соглашение о продаже и продвижении линейки кресел компании JHAS.
В марте FL Technics подписала соглашение о совместной деятельности по открытию сертифицированной EASA станции линейного технического обслуживания в международном аэропорту Дубая (DXB).
В апреле корейская провинция Южная Чолла подписала соглашение с FL Technics о строительстве центра ТОиР в аэропорту Муан.
В июле FL Technics начала внедрение модулей виртуальной реальности для базовой подготовки авиационных механиков. Компания представила свой первый модуль VR, который охватывает открытие двигателя обратной тяги в Boeing 737NG, и намерена расширить свой список модулей в ближайшие месяцы, чтобы охватить полный объем обучения обслуживанию. Ожидается, что виртуальная реальность может сократить время обучения техобслуживанию на 75 %.
В сентябре FL Technics расширила свою сертификацию EASA Part-145 на самолёт семейства Airbus A320neo (LEAP-1A и PW 1100G) для линейного технического обслуживания.
2020 — дальнейшее расширение
В феврале 2020 года FL Technics приобрела итальянского поставщика услуг линейного технического обслуживания Flash Line Maintenance S.r.l., расширив свою сеть линейного технического обслуживания до более чем 60 станций.
2021 - укрепление рыночных позиций
В августе 2021 года дочерняя компания FL Technics Storm Aviation приобрела манчестерскую Chevron Technical Services.
2022
В феврале компания FL Technics получила два продления в рамках действующего разрешения Part-145 на предоставление услуг линейного технического обслуживания самолетов Boeing B787 и на бороскопические проверки двигателей Pratt & Whitney серии PW1100G-JM. 

## Места деятельности
- Вильнюс (Литва): 4 узкофюзеляжных самолёта, площадь более 13 742 м², ангар и мастерская[7]
- Каунас (Литва): 5 узкофюзеляжных самолёта, площадь более 8500 м², ангар и мастерская[36]
- Джакарта (Индонезия): 3 узкофюзеляжных самолёта, площадь 24 500 м², включая ангар площадью 8400 м², а также прилегающую рампу, стоянки для самолётов и дополнительные помещения.[75]
- Лондонский аэропорт Станстед (Великобритания) через аффилированую компанию Storm Aviation: 4 узкофюзеляжных самолёта площадью более 8700 м². ангар
- Манчестер (Великобритания) через дочернюю компанию Chevron Technical Services: 3 широкофюзеляжных кондиционера, 6000 кв.м. ангар[73]
- Харбин (Китай) через дочернюю компанию FL ARI: 4 узкофюзеляжных самолёта, более 15 000 м², ангар и мастерская

## Сферы деятельности
- Базовое обслуживание
- Линия обслуживания
- Запасные части и поддержка компонентов
- Поддержка компонентов военной авиации
- Двигатель, APU и решения LG для управления
- Полная авиастроительная техника
- Техническое обучение

## Сертификаты
Свидетельства о базовом и линейном техническом обслуживании
| Сертификат | год  |
| --- | ---- |
| EASA Part-145                                                                                                   | 2019 |
| Turkish DGCA Approval                                                                                           | 2019 |
| Kenya Airways                                                                                                   | 2018 |
| Qatar CAA | 2018 |
| Republic of Tajikistan Ministry of Transport State Supervision and Management Service in the Field of Transport | 2018 |
| ISO 14001:2015                                                                                                  | 2017 |
| Aruba DCA | 2017 |
| Bailivick of Guernsey CAA                                                                                       | 2017 |
| Bermuda CAA | 2017 |
| Georgian CAA | 2017 |
| Nigerian CAA | 2017 |
| Turkmenistan CAA                                                                                                | 2017 |
| Pakistan CAA | 2017 |
| South African CAA                                                                                               | 2017 |
| The Hashemite Kingdom of Jordan Civil Aviation Regulatory Commission (TBS LS)                                   | 2017 |
| Ministry of Transport and Communications of the Republic of Kazakhstan Department of Civil Aviation             | 2015 |
| Turkish DGCA | 2015 |
| Republic of Moldova CAA                                                                                         | 2014 |
| Ministry of Transport and Communications of the Republic of Belarus Department of Aviation                      | 2013 |
| State Aviation Administration of Ukraine                                                                        | 2013 |

Полные сертификаты проектирования и проектирования самолетов
| Сертификат                               | год  |
| ---------------------------------------- | ---- |
| UAE GCAA                                 | 2018 |
| Emirates                                 | 2018 |
| EASA Part M(G)                           | 2018 |
| Bermuda CAA OTAR 39 Subpart F            | 2018 |
| EASA Part 21(J)                          | 2017 |
| Bermuda CAA OTAR 39 Subpart E (Option 1) | 2017 |
| Bailivick of Guernsey CAA                | 2017 |

Сертификаты поставщика компонентов и материалов
| Сертификат                                                              | год  |
| ----------------------------------------------------------------------- | ---- |
| ISO 9001:2015                                                           | 2019 |
| Job Air Technic                                                         | 2018 |
| Air Asia X Berhad Supplier Approval                                     | 2017 |
| K-Mile Air Co Ltd Supplier Approval                                     | 2017 |
| ST Aerospace Engines Supplier Approval                                  | 2017 |
| Air Indus Supplier Approval                                             | 2015 |
| Oakenhurst Contractor and Supplier Approval                             | 2015 |
| Shaheen Engineering and Aircraft Maintenance Services Supplier Approval | 2014 |
| Myanmar Airways International Supplier Approval                         | 2014 |

Сертификаты технического обучения
| Сертификат                                                                     | год  |
| ------------------------------------------------------------------------------ | ---- |
| EASA Part 147                                                                  | 2018 |
| Kyrgyz Republic Ministry of Transport and Communications Civil Aviation Agency | 2017 |
| Russian Federation Federal Air Transport Agency                                | 2016 |

## Типы обслуживаемых самолётов
| - Airbus A319/ A320/ A321 - Airbus A300/ A310 - Airbus A330/ A340 - Airbus A380 - ATR 42/72 | - Boeing 737CL - Boeing 737NG - Boeing 747 - Boeing 757 - Boeing 767 - Boeing 777 | - CRJ400 - Embraer EMB 135/145 - Fokker 50/70/100 - Saab 340/2000 - McDonnell Douglas MD-80 - Sukhoi Superjet 100 |

## Награды
В 2013 году FL Technics была названа одной из самых ценных компаний для Литвы и её жителей.
В 2019 году FL Technics получила награду Азиатского ТОиР года.
В 2019 году FL Technics заняла 4-е место в топ-10 энергетических / промышленных компаний Литвы.